# Кадымцево
Кадымцево — село в Троицком районе Челябинской области. Административный центр Карсинского сельского поселения.

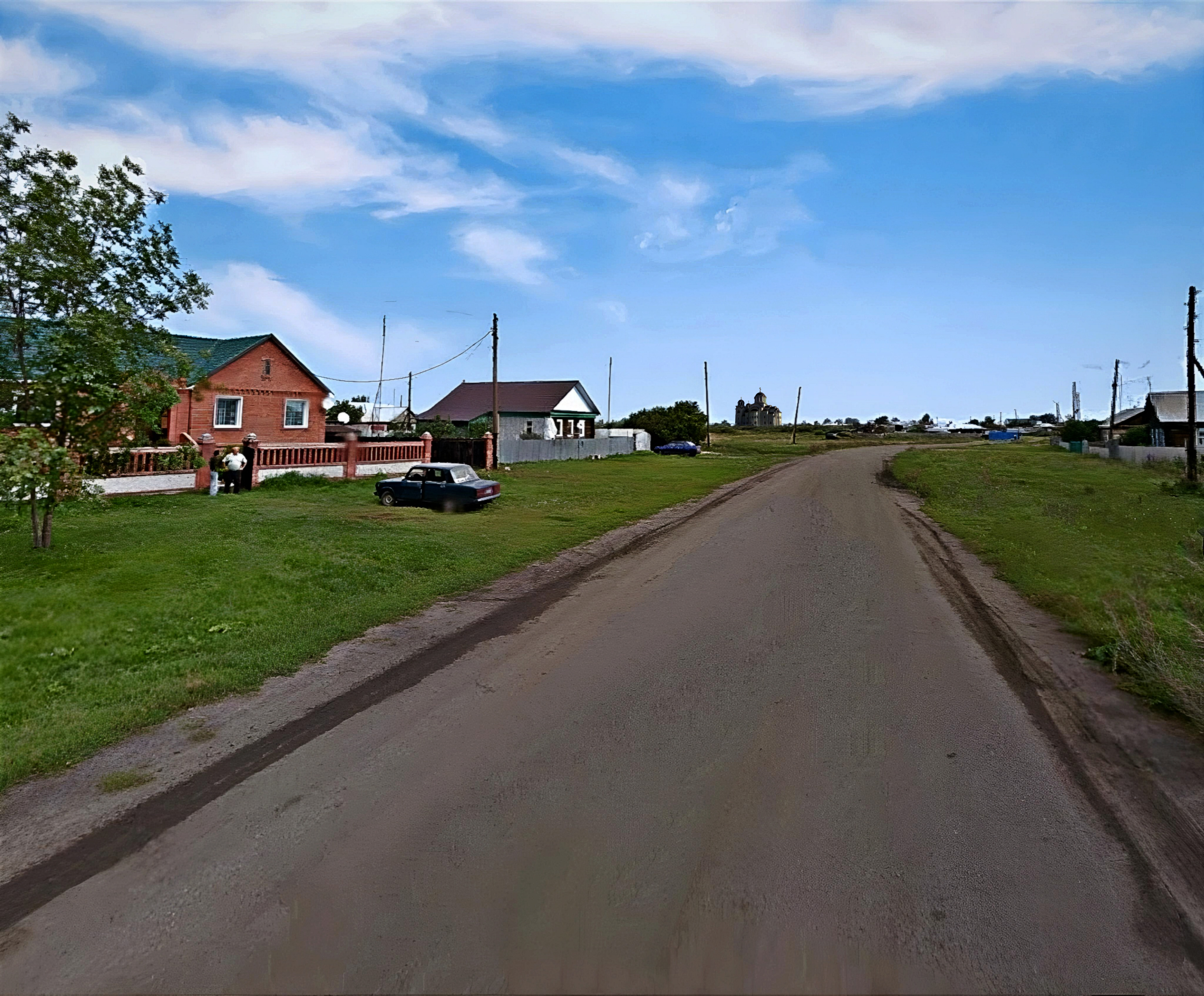
Въезд в село Кадымцево

Кадымцево известно как «Край голубых озёр».

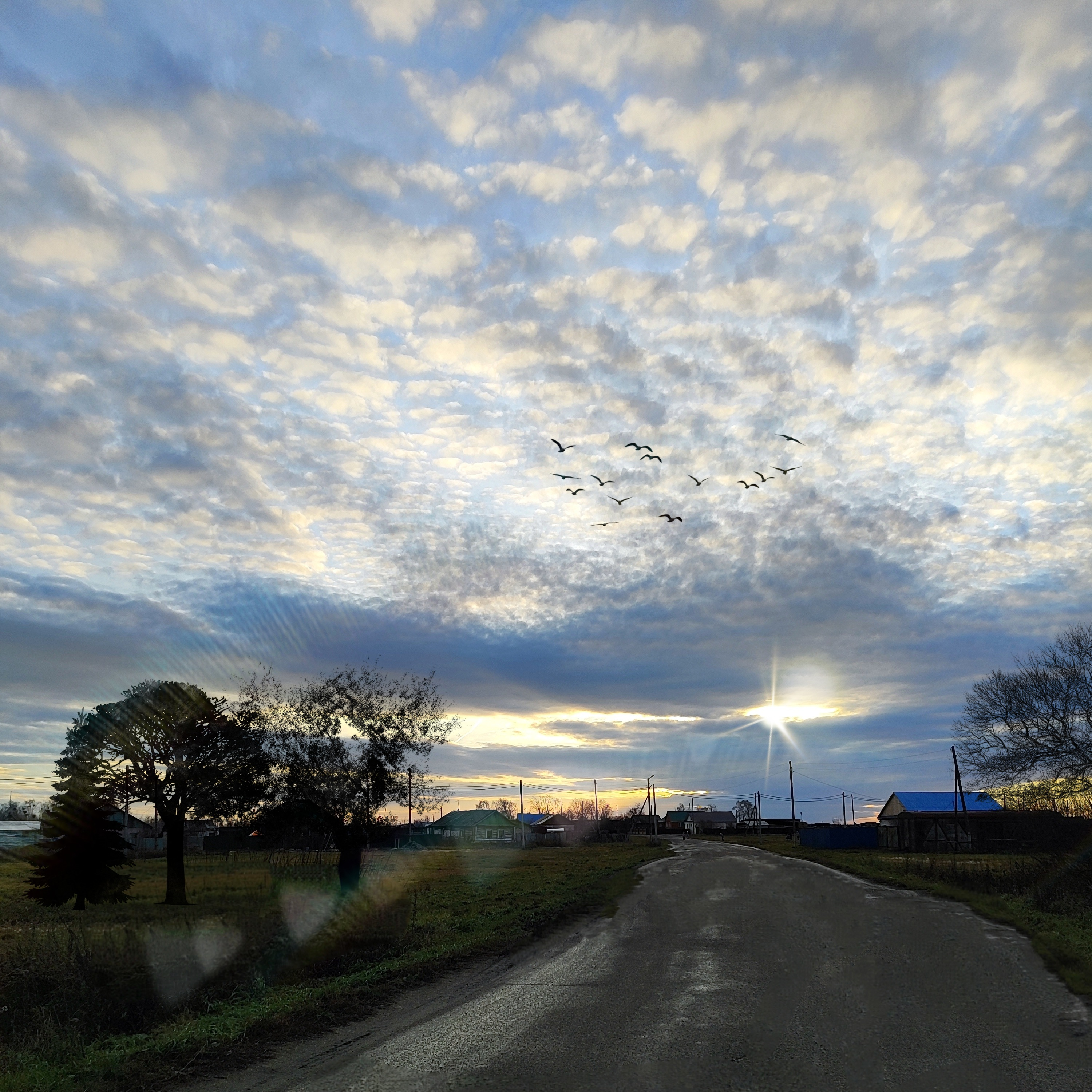
Вид в Кадымцево

## География
Рельеф местности — Западно-Сибирская равнина. Ближайшие высоты достигают 229 и 236 метров. Ландшафт здесь относится к типу лесостепь. В окрестностях встречаются редкие лесные заросли; у северо-западной окраины находится небольшой пруд. В одном километре к северу расположено озеро Чистое, отличающееся песчаным берегом, водной и наземной растительностью, инфузионными воронками и луговыми растениями. Озеро получило свое название благодаря чистой и прозрачной воде. На его территории обитают различные виды рыб (карась, карп). Из водновоздушных растений произрастают тростник обыкновенный, рогоз широколистный, камыш озерный. На берегу произрастают береза бородавчатая, сосна обыкновенная, ива козья, вероника широколистная, звездчатка злаковая, лютик едкий, астрагал холодный. А у воды и на лабзах — девясил высокий, лапчатка гусиная и лютик ползучий.

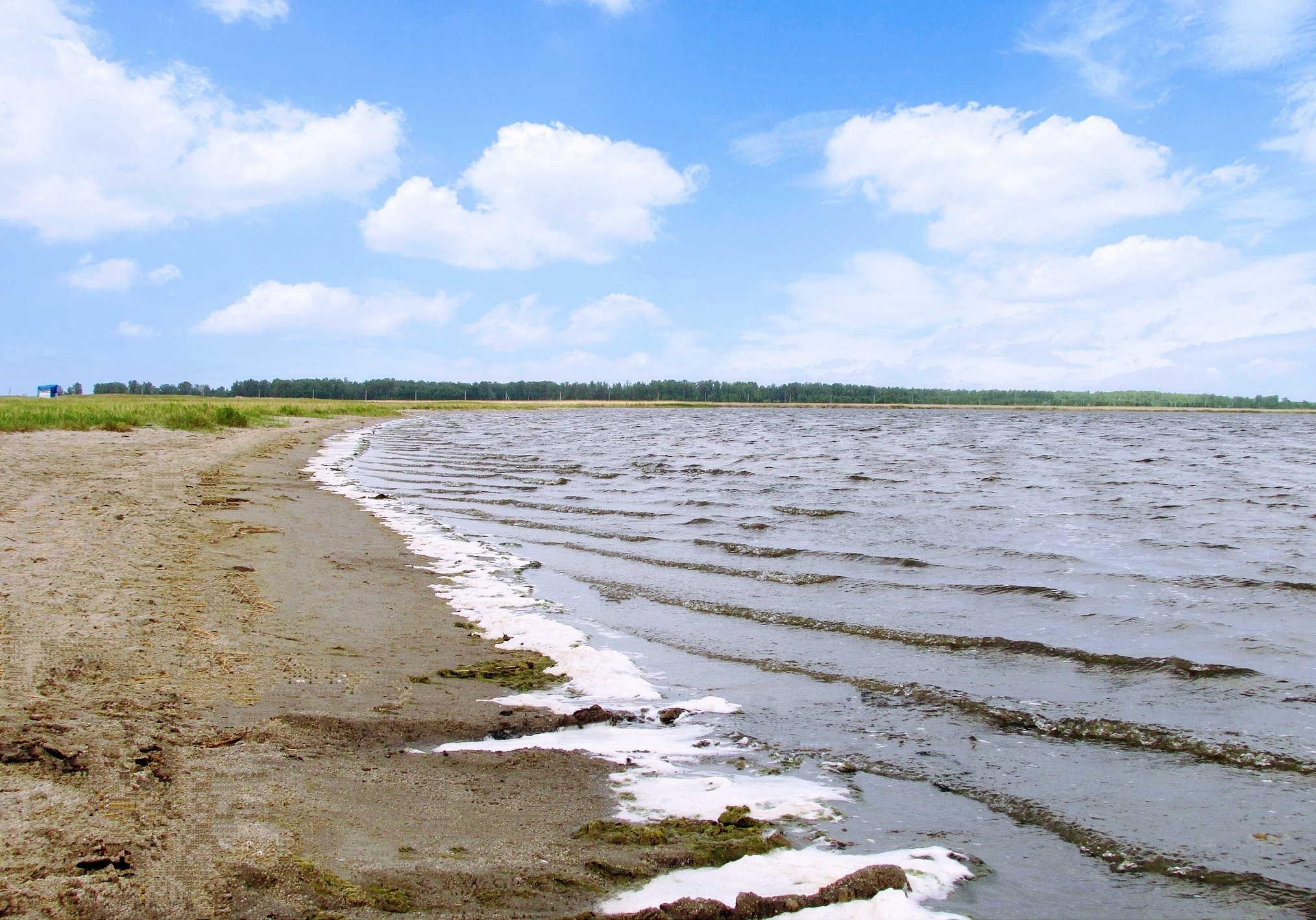
Берег озера «Чистое»

Недалеко находится озеро Кузьменкино, которое привлекает уникальными плавучими островами, называемыми «лабзами». Лабза представляет собой сплавину из тростника и других водных растений, которая под воздействием ветра плывет по озеру и зацепляется за берег. В последние годы уровень воды в озере Кузьменкино снизился, и самая крупная лабза приросла корнями к дну. В озере обитают ротан, карась, а также различные виды птиц и гусей, а также разнообразные растения как на берегу, так и в воде. На расстоянии 30 метро от берега озера на крутом склоне расположены норы земляных уток — пеганка.

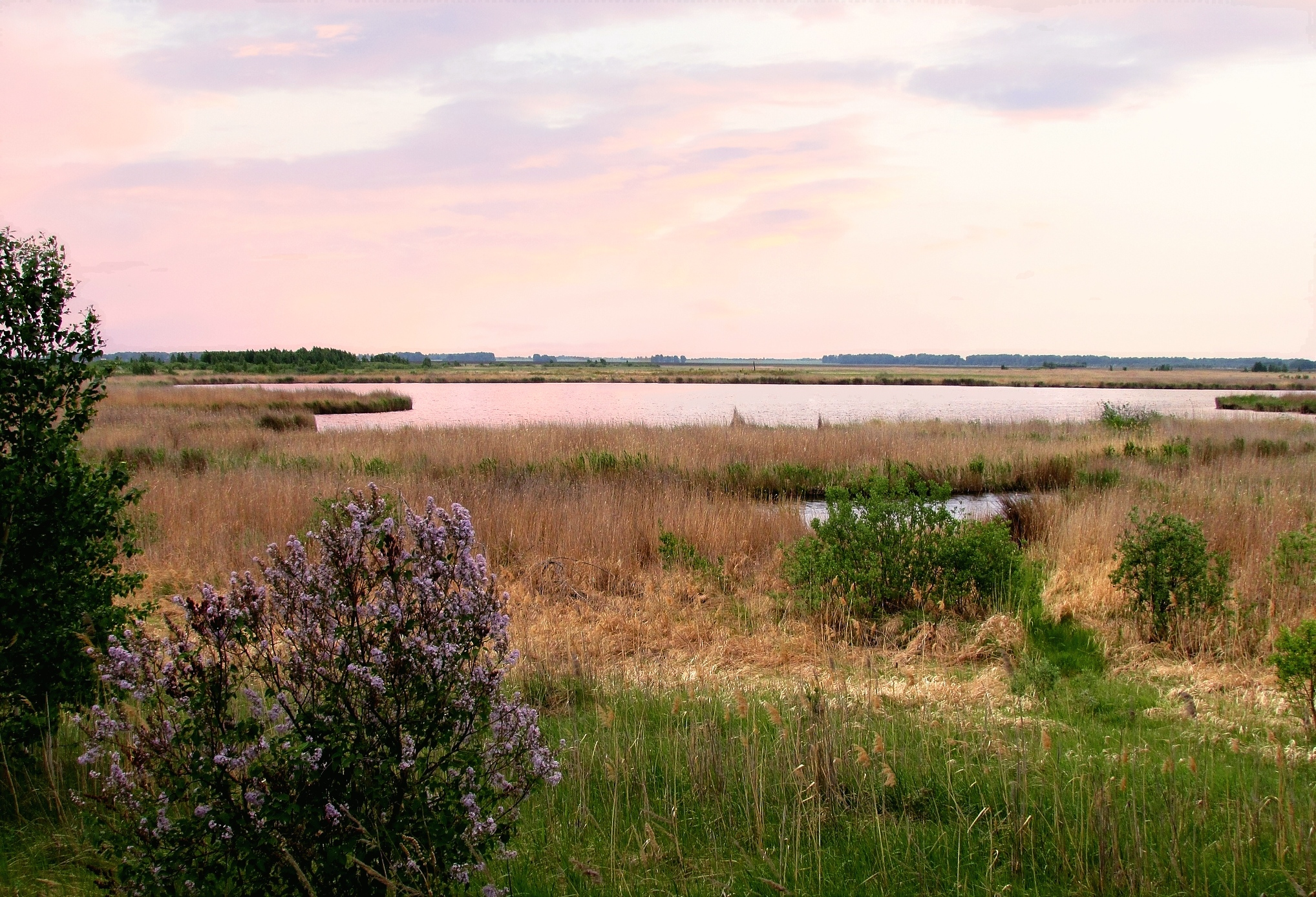
Озеро Кузьменкино

Также, всего в нескольких километрах отсюда, находится озеро Чернояр. Его площадь составляет 25 гектаров, глубина достигает 1,5 метра.

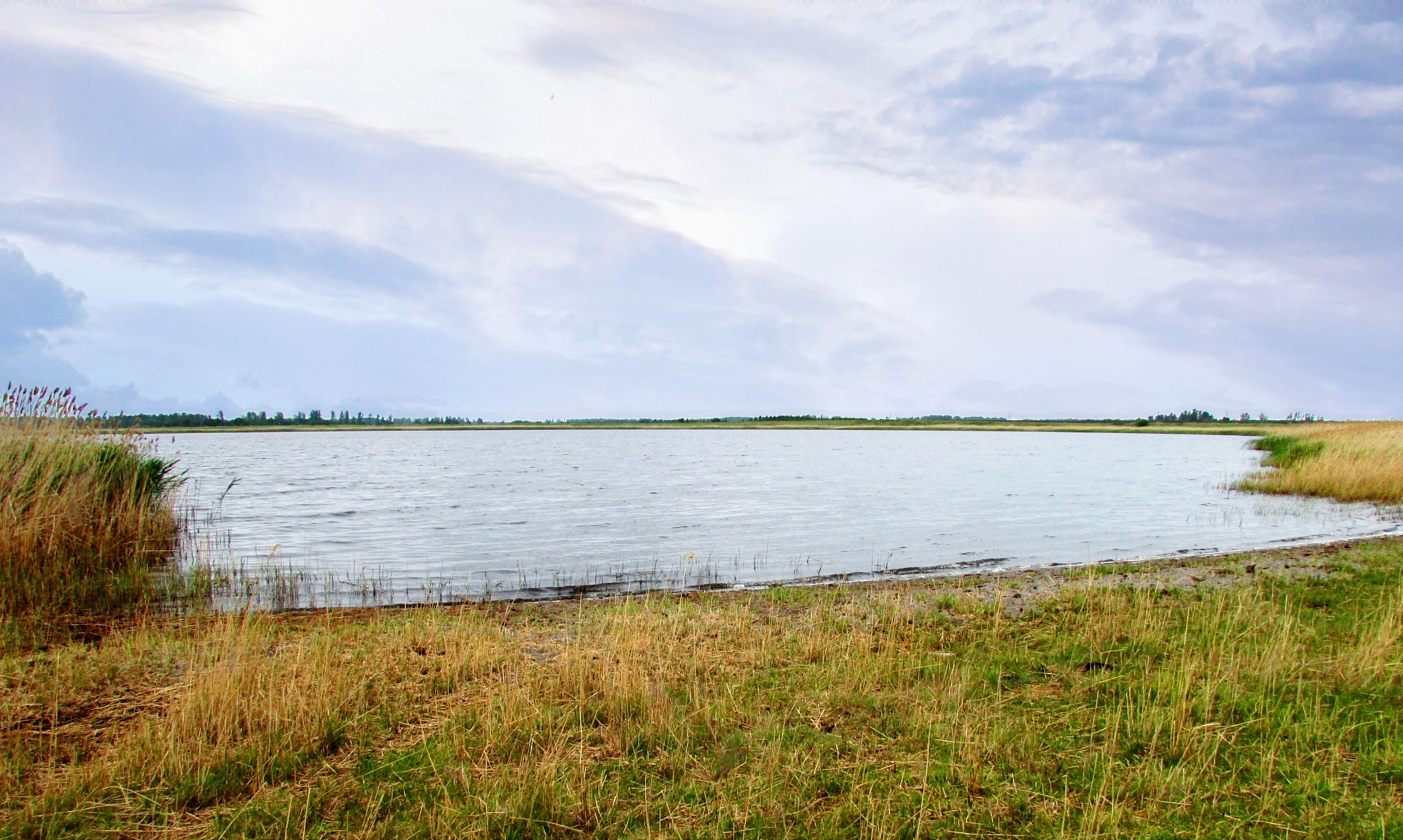
Озеро Чернояр

## История
Село было основано в 1887 году неподалеку от вновь построенной церкви. На его территории располагается отделение учебно-опытного хозяйства «Ново-Троицкий», принадлежащее к Институт ветеринарной медицины Южно-Уральского государственного аграрного университета.
С 20 февраля 1924 года село входит в Троицкий район Челябинской области. Согласно закону от 28 октября 2004 года, органом местного самоуправления выступает Карсинское сельское поселение. Населенный пункт расположен на территории украинского культурного и этнического края, известного как Серый Клин.
На территории села расположена Кадомцевская основная общеобразовательная школа, основанное в 1961 году. Здесь учился герой Вторая чеченская война Прокопенко Евгений Юрьевич (1984—2005). Евгений смело исполнял свой конституционный долг и был посмертно награждён медалью «За отвагу».

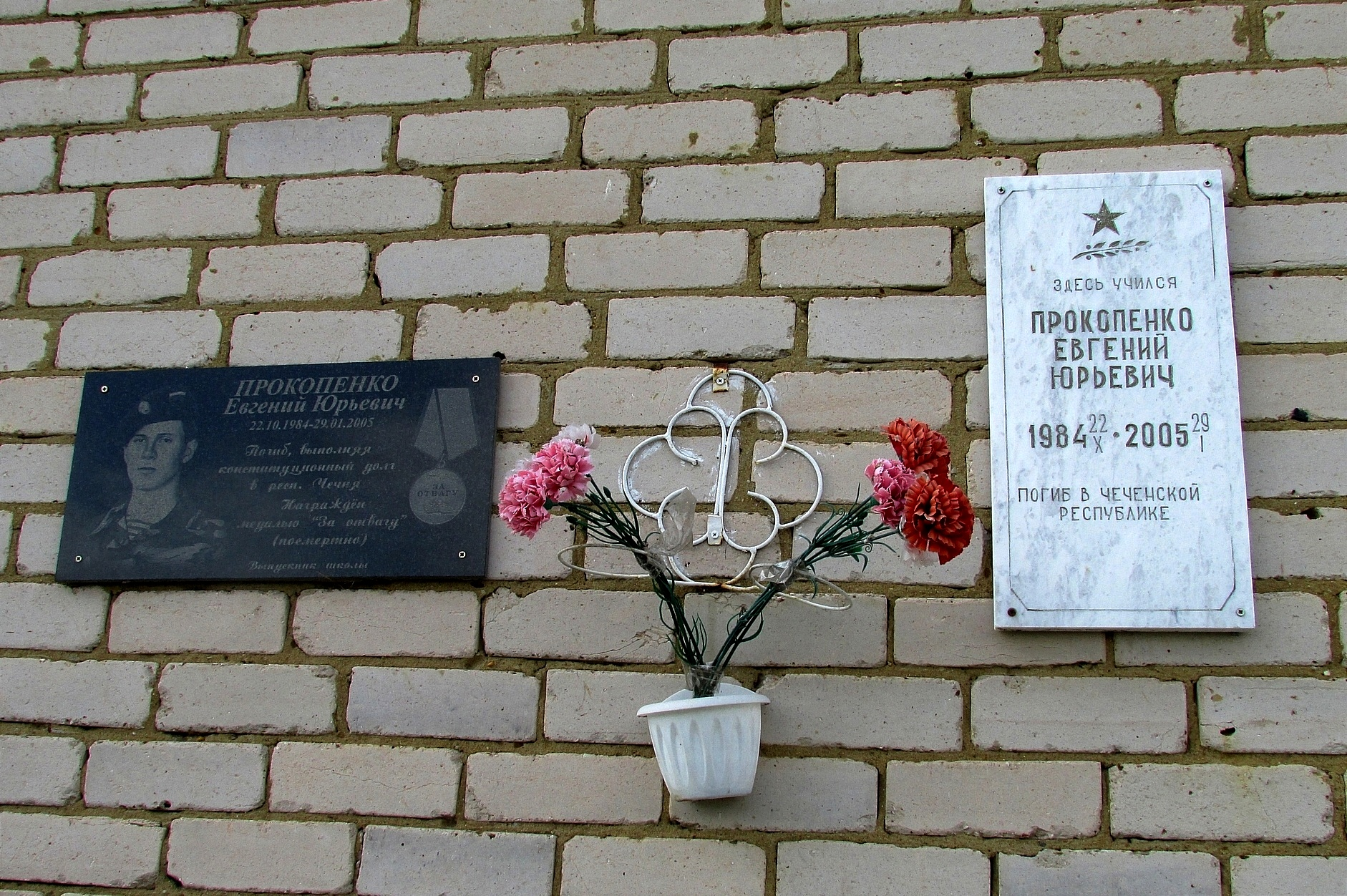
Табличка с именем героя на стене школы

В 2010 году был открыт величественный мемориальный комплекс в память о жителях этого села, погибших во время Великая Отечественная война, который был назван «Никто не забыт, ничто не забыто».

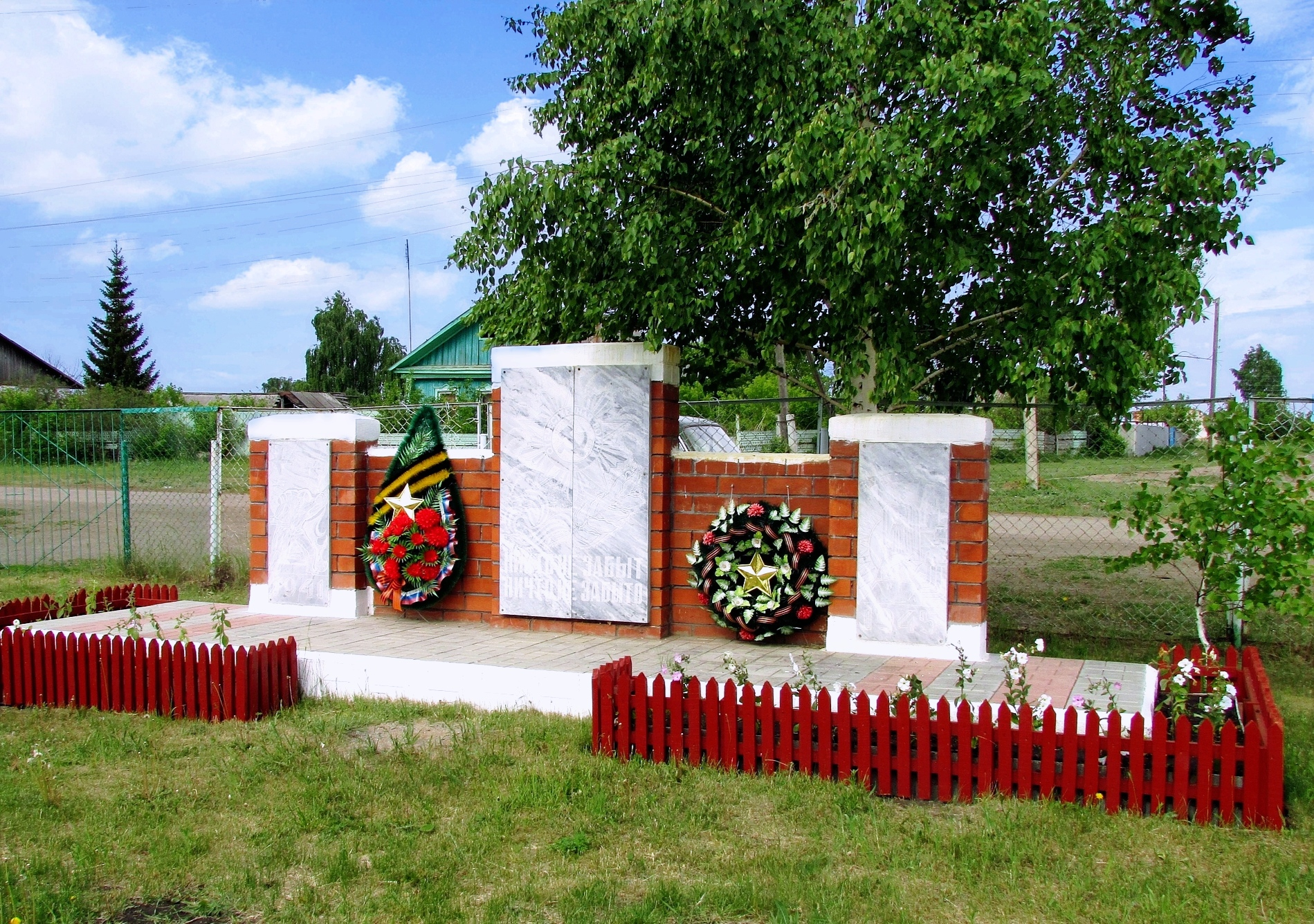
Мемориал «Никто не забыт, ничто не забыто»

В 2014 году в селе после двадцатилетнего перерыва вновь был открыт детский сад «Рябинка». В девяностые годы детский сад был закрыт из-за уменьшения числа рождений и недостатка детей. В это время дети из села посещали дошкольную группу в местной школе.
В 2022 году при поддержке Фонда поддержки гражданских инициатив Южного Урала о селе Кадымцево был создан короткий фильм под названием «Кадымцево — край голубых озер».
В 2023 году село Кадымцево заняло первое место на XII открытом районном фестивале женского ремесла «Кружево ремесел».
Всего в четырёх километрах от села воссоздан Свято-Николаевский мужской монастырь.;

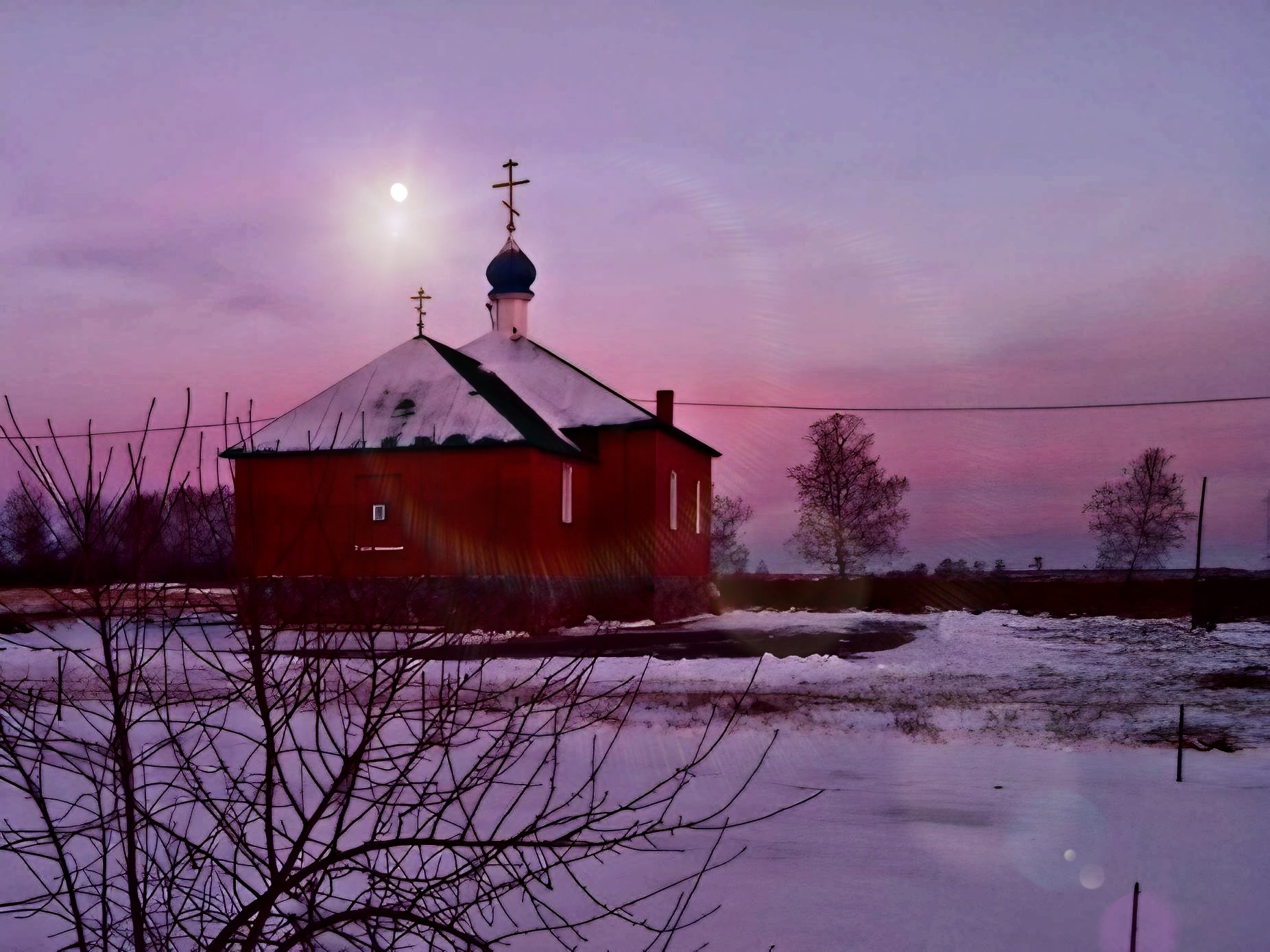
Вид снаружи

Перед Свято-Николаевским монастырем существовал Николаевский скит, чье возникновение было осуществлено 18 декабря 1908 года. Затем, 8 августа 1913 года, по Указу Святейшего Синода, Николаевский скит, расположенный на территории Троицкого уезда, был превращен в «самостоятельный общежительный мужской монастырь». В 1924 году, к несчастью, двери Свято-Никольского монастыря были закрыты.

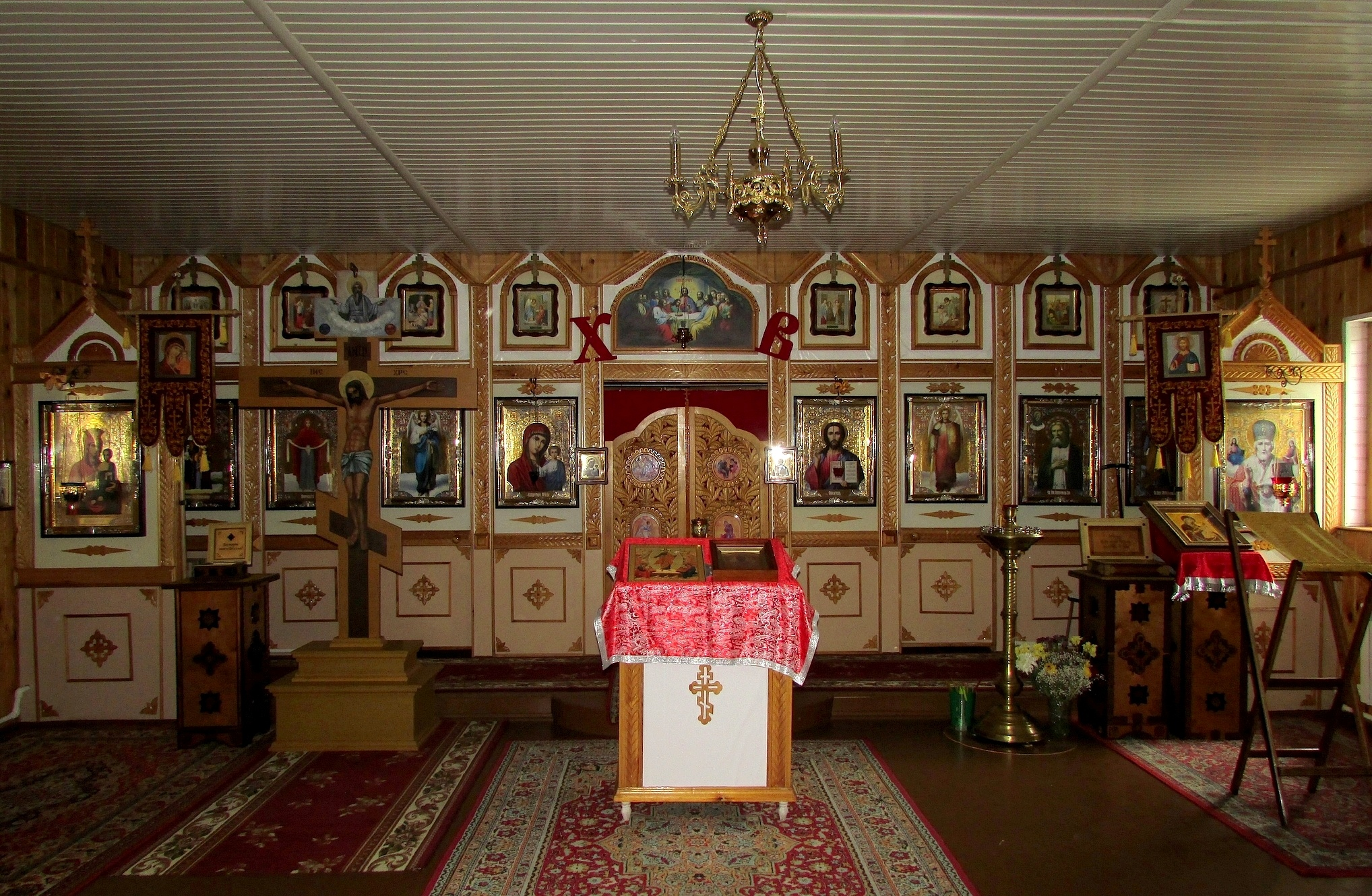
Вид внутри

В результате усилий схиигумении Ксении (Кадомцевой), настоятельницы троицкого женского монастыря, и трудов работников обители, в 2001 году была возведена Николаевская церковь и организовано сопутствующее хозяйство. В рамках этой реставрационной работы был восстановлен и вновь открыт культовый объект — Церковь Николай Чудотворец

## Свято-Николаевский мужской монастырь
Участок земли, который ранее принадлежал собору Святой Троицы, был передан женскому Свято-Казанскому Троицкому монастырю в 2003 году. Данный участок, расположенный на берегу озера и окруженный березовыми рощами, площадью около 100 га, в настоящее время проходит благоустройство работниками Троицкой женской обители. На этом участке создан монастырский скит, в котором построена рубленная деревянная церковь в честь Святителя Николая. Крыша церкви покрыта железом и увенчана небольшим изящным куполом. Внутри церкви находятся деревянные полы и резной иконостас.
Кроме того, на территории скита построены небольшой домик для сторожа и хороший добротный дом для хозяйственных нужд. В дальнейшем планируется строительство келейных корпусов. В летнее время на участке земли скита занимаются сельскохозяйственными работами: выращивают овощи и сено для монастырского хозяйства. Таким образом, восстанавливаются монастырские традиции, а обитель живет своим трудом.
История мужского монастыря началась благодаря желанию Троицкого мещанина Евсевия Васильевича Слепых, который пожертвовал землю в 20 верстах от города Троицка по Челябинскому тракту для основания монастыря. В результате Высочайшего соизволения Государя Императора Николай II 15 апреля 1911 года было принято решение об этой пожертвованной земле. 18 декабря 1908 года был открыт скит, который был назван «Николаевским» по желанию жертвователя. Святейший Синод утвердил монастырь как самостоятельный мужской общежительный монастырь в 1913 году. Храм в честь Святителя Николая чудотворца был построен в 1910 году и освящен 26 ноября 1910 года согласно благословению Преосвященнейшего епископа Феодосия.
В монастыре также присутствовали четыре келейных корпуса, странноприимный полукаменный двухэтажный дом и три амбара, построенные в разное время. Основа благосостояния монастыря составляли земельные угодья, которые были пожертвованы различными лицами. Площадь земли монастыря составляла 478,5 га. В 1916 году в монастыре проживало 21 человек, включая отца-настоятеля, иеромонахов и послушников. Особенностью монастыря было то, что все службы проходили по Афонскому чину, и все священнослужители и братия не получали никакого вознаграждения за свои службы.
В 1924 году в связи с приходом советской власти Свято-Никольский монастырь был закрыт. Согласно некоторым сведениям, в 1926 году еще совершались монашеские обряды в ските. Однако документы о запрещении монашеской жизни в обители не были обнаружены. В сентябре 1929 года президиум Увельского райисполкома решил изъять монастырское имущество.
Осенью 2003 года, с благословения митрополита Челябинского Иова, участок, где ранее находился Николаевский мужской монастырь, был передан для создания скита женскому Свято-Казанскому Троицкому монастырю.
Восстановление монашеской жизни стало возможным благодаря решению о создании мужской монашеской общины, организованной в 2014 году по благословению правящего епископа Троицкого и Южноуральского Григория.
16 апреля 2016 года Священный Синод Русской Православной Церкви принял решение об открытии Свято-Николаевского мужского монастыря в Троицкой Епархии. Наставником обители был назначен игумен Амвросий Лутовинов. 27 декабря 2016 года Священный Синод утвердил епископа Троицкого и Южноуральского Григория на должности священноархимандрита Николаевского мужского монастыря.

## Церковь
В непритязательной деревушке, еще в далеком 1887 году, было возведено первое соборное сооружение — церковь из камня и дерева. Согласно архивным записям 1896 года, это чудо архитектуры было воздвигнуто прилежанием сельского населения в честь великодушного и Божественного Государя-Императора Александр II:
В те годы приписная церковь, расположенная в селе Кадомцевом, была возведена великими усилиями прихожан в память о мудром и праведном Государе Императоре Александре II.
Однако данное святое место было закрыто на некоторое время, а затем, 18 декабря 1908 года, воссияло новое возрождение. В соответствии с указом Святейшего Синода от 8 августа 1913 года, Николаевский скит стал независимым и деятельным общинным монастырем для мужчин. Однако к 1924 году Свято-Никольский монастырь был вынужден закрыться и, по некоторым источникам, покинут до полного запустения.
Тем не менее, в 2001 году благодаря стараниям настоятельницы троицкого женского монастыря игуменьи Ксении Кадомцевой и работников была восстановлена Николаевская церковь и организовано вспомогательное хозяйство во славу Чудотворца Николая.
На сегодняшний день в Николаевском мужском монастыре и Церкви Николая Чудотворца продолжается духовная деятельность.

## Климат
Кадымцево — село, в котором умеренно континентальный климат, привлекает своей переменчивой погодой. Уральские горы не задерживают воздушные массы из европейской части России, поэтому здесь легко проникает как холодный арктический воздух, так и горячие среднеазиатские воздушные массы.
Село известно обилием солнечного света, который просвечивает в течение года. Среднегодовой показатель составляет 2 218 часов, что делает его одним из самых солнечных сел в России.
Среднегодовая температура воздуха здесь составляет 3,3 °C.
Относительная влажность колеблется от 54 % в мае до 80 % в декабре и январе.
Среднегодовое значение скорости ветра составляет 3,0 м/с, однако она варьирует месяц от месяца, от 2,6 м/с в декабре до 3,6 м/с в мае.

## Население
| 2002 | 2010 |
| ---- | ---- |
| 690  | ↘558 |

В 2002 году население составляли: русские (76 %), украинцы (6 %), казахи (12 %).
(в 1928—134, в 1971—403, в 1995—177).

## Инфраструктура
- Муниципальное бюджетное общеобразовательное учреждение «Кадомцевская ООШ»
- Муниципальное казенное дошкольное образовательное учреждение «Кадомцевский детский сад»
- Фельдшерско-акушерский пункт
- Кадомцевская сельская библиотека
- Кадомцевская кафе-столовая
- Сельский клуб
- Контора села
- Присутствуют четыре магазина разных направлений

## Часовой пояс
Кадымцево расположено в часовом поясе Екатеринбурга (YEKT). Отличие от UTC составляет +5:00 часов. Разница с московским временем составляет +2 часа.